# Williams (Indiana)
Williams – jednostka osadnicza w Stanach Zjednoczonych, w stanie Indiana, w hrabstwie Lawrence.